# Список персонажей телесериала «Беверли-Хиллз, 90210»
Ниже представлен список персонажей американского молодёжного сериала «Беверли-Хиллз, 90210» — основной состав из 8 актёров оставался неизменным на протяжении 4 (всего вышло 10) сезонов шоу. Некоторые актёры покидали шоу, а затем возвращались на постоянной основе или в качестве приглашённых звёзд.

## Дэвид Сильвер
Дэвид Сильвер (англ. David Silver) — выдуманный персонаж телесериалов Беверли-Хиллз, 90210, Мелроуз-Плейс и 90210: Новое поколение. Придуман сценаристом Дарреном Старом. Роль Дэвида исполнил американский актёр Брайан Остин Грин.

### Беверли-Хиллз, 90210
Музыкант, парень Донны. Его отец Мел Сильвер, дантист, осуществил мечту всей его жизни: сблизил с Келли Тейлор. И даже больше: сделал их сводными братом и сестрой — Мел женился на матери Келли — Джеки. Вскоре у них родилась дочь Айрин. С тех пор Келли всегда находит у Дэвида поддержку и в трудное время знает к кому обратиться.
А вот у самого Дэвида тяжёлые дни бывали не раз: он пристрастился к наркотикам, разорился, был популярным клипмейкером, диджеем школьного и университетского радио, страдал маниакальной депрессией — всего не перечесть. Некоторое время он был совладельцем клуба «После полуночи». Затем занялся своей музыкальной карьерой и стал известным исполнителем.
В конце концов, после непродолжительного романа с Камилл, женился на своей школьной любви Донне Мартин.

### 90210: Новое поколение
В новом сериале персонаж не появляется, но в Беверли-Хиллз приезжает его жена, Донна Мартин. Выясняется, что у них с Дэвидом двое детей, они живут в Японии, однако их брак проходит через кризис. После ссоры Донна уезжает навестить Келли и начинает думать о разводе, но Дэвид присылает её цветы с просьбой вернуться домой.
Брайан Остин Грин высказал желание появиться в новом сериале, однако подтвердил, что он не получал такого предложения от продюсеров. В одном из последних интервью, актёр сказал, что «воскрешение проекта — плохая мысль», так как «новый сериал никогда не станет таким же успешным, как оригинал — сейчас другие времена».

## Стив Сандерс
Стив Сандерс (англ. Steve Sanders) — выдуманный персонаж телесериалов Беверли-Хиллз, 90210, Мелроуз-Плейс и 90210: Новое поколение. Придуман сценаристом Дарреном Старом. Роль Стива исполнил американский актёр Ян Зиринг.

### Беверли-Хиллз, 90210
Безответственный весельчак, сын известной актрисы Саманты Сандерс. В свой день рождения Стив узнаёт, что является приёмным сыном. В Рождество он отправляется в Мексику, чтобы найти настоящую мать.
Но, когда узнаёт, что она погибла несколько лет назад, понимает, что дом там, где сердце. Главная отличительная черта Стива — он никогда не учится на своих ошибках.
Например, он взломал школьную систему, чтобы исправить оценки; в колледже проник в кабинет профессора по заданию братства; устроил скандал, появившись с «братьями» в голом виде во время торжественного мероприятия; списал реферат Брендона, вызвав разбирательства относительно друга и себя самого. И продолжать можно до бесконечности.
Его первая любовь — Келли. В будущем он почти всем своим девушкам признавался в этом. Стив был готов к серьёзным отношениям, встречаясь с Клэр и Карли, но неожиданно в его планы вмешивалась судьба — Клэр не смогла бросить отца, ректора Арнольда, когда тот уехал в Париж, а Карли также пришлось покинуть Лос-Анджелес, чтобы поддержать семью.
Стив получает от своего отца маленькую газету «Ритм Беверли», которой сначала владеет вместе с Брендоном. Позже совладелицей становится его жена Джанет Сосна, но сначала девушка работала там секретаршей. У Стив и Джанет начинается роман, и девушка узнаёт, что беременна. Она считает, что им не нужно жениться, оценив благородный поступок Стива, сделавшего ей предложение. Однако юноша говорит Джанет, что он сделал это, потому что действительно любит её. Вскоре у пары появляется дочь Мэдэллин, которую они ласково называют Мэдди.

### Мелроуз-Плейс
В 1992 году вместе с Дженни Гарт, Брайаном Остином Грином и Тори Спеллинг появляется в первых эпизодах сериала «Мелроуз-Плейс», однако в центре сюжета оказывается Келли Тейлор и Джейк Хэнсон (один из главных персонажей нового сериала), и участие Зиринга ограничивается лишь появлением в качестве друга Келли для продвижения нового спин-офф-шоу.

### 90210: Новое поколение
В новом сериале персонаж не появляется и даже не упоминается. Актёр Ян Зиринг признался, что не получал приглашения, сняться в новом сериале, однако отметил, что «возвращение к роли Стива Сандерса стало бы для него шагом назад».

## Остальные персонажи

### Синди и Джим Уолш
Синди и Джим Уолш в исполнении Кэрол Поттер и Джеймса Экхауса
- (1—5-й сезоны)

Понимающие и заботливые родители, искренние со своими детьми — просто идеальные! Прожив в Беверли-Хиллз пять лет и оставив дом на Брэндона, переехали в Гонконг, где успешно преодолели кризис в супружеских отношениях.

### Нэт Буссиччио
Нэт Буссиччио в исполнении Джо И. Тата
- (1—10-й сезоны)

Старший товарищ ребят. К нему всегда можно обратиться за помощью, когда необходимо понимание. Нэт вместе с Диланом управляет кафе «Персиковая косточка». Долгое время Брэндон работал в кафе, где познакомился с букмекером Дьюком, принесшим впоследствии много проблем. После долгих лет одиночества Нэт встречает любовь своей молодости Джоанну, которая родила ему сына Фрэнки.

### Вэлери Мэлоун
Вэлери Мэлоун в исполнении Тиффани-Амбер Тиссен
- (5—9-й сезоны)

Подруга Брэндона и Бренды. Хитрая, изворотливая и беспринципная. Из-за Вэлери у всех героев было множество проблем, и только Брэндон искренне о ней заботился. Даже осознавая это, Вэлери не могла поступать правильно: ей приходилось следовать своей натуре. Вскоре становится известно, что Вэлери стала жертвой сексуальных домогательств со стороны отца. В конце концов, она предупреждает отца о том, что сообщит всем о том, что он насиловал её с 11 лет и в тот же день отец пускает себе пулю в лоб. С тех пор и до признания Вэлери матери о действиях отца, их отношения оставляют желать лучшего.

### Скотт Скэнлон
Скотт Скэнлон в исполнении Дугласа Эмерсона
- (1—2-й сезоны)

Лучший друг Дэвида. Перейдя в старшие классы, Дэвид забывает о своём чудаковатом друге, пытаясь завоевать уважение Стива, Келли и их друзей. Во время вечеринки в честь дня рождения Скотта происходит несчастный случай, в результате которого он погибает в 14 серии 2 сезона . Дэвид очень тяжело переживает эту утрату, и тут на помощь приходят ребята, понявшие, что недооценивали Дэвида. Однако по-настоящему близок Дэвид был только со Стивом.

### Джесси Васкес
Джесси Васкес в исполнении Марка Эспиносы
- (5-й сезон)

Когда Джесси встретил Андреа, он учился на юриста, подрабатывая барменом. Андреа сразу поняла, что он — особенный мужчина. Вскоре Джесси и Андреа становятся счастливыми родителями. Но постоянная занятость мужа на работе толкает Андреа к измене. Пытаясь сохранить брак, Андреа уезжает с Джесси из Беверли-Хиллз. Однако на школьной встрече выпускников Брэндон и Келли узнают, что Андреа решила развестись с Джесси.

### Клэр Арнольд
Клэр Арнольд в исполнении Кэтлин Робертсон
- (4—7-й сезоны)

Дочь ректора Арнольда. Долгое время она была без ума от Брэндона. Клэр просто преследовала его. Но, поселившись с Донной и Келли в домике на пляже, заводит отношения с Дэвидом. Их отношения ни к чему не приводят, поэтому она переключается на Стива. Вскоре в Беверли-Хиллз появляется друг её детства принц Карл. Он предлагает Клэр руку и сердце. Она ему отказывает, так как любит Стива. Но, когда ректор Арнольд уезжает в Париж, Клэр понимает, что не сможет оставить отца, поэтому разрывает отношения со Стивом и едет с отцом в Париж.

### Рэй Пруитт
Рэй Пруитт в исполнении Джейми Уолтерса
- (5—6-й сезоны)

Самый болезненный из романов Донны — с музыкантом Рэем. Он был слишком ревнив и постоянно ссорился с Донной из-за повышенного к ней внимания парней. Хотя сам Рэй изменил ей с Вэлери. Вскоре выясняется, что у него были серьёзные проблемы с психикой, из-за которых он был подвержен неожиданным вспышкам гнева. После того как Донна с ним расстаётся, Рэй затевает драку с Джо и подаёт на него в суд за избиение. Однако Брэндону удаётся уговорить его снять обвинения. При следующей встрече с Донной выясняется, что Рэй успешно лечится у психиатра и у него есть невеста.

### Карли Рейнольдс
Карли Рейнольдс в исполнении Хилари Суонк
- (8-й сезон)

Карли — мать-одиночка, переехавшая в Беверли-Хиллз, чтобы «начать жизнь с чистой страницы». Долгое время она отказывалась от новых романтических отношений, чтобы посвятить всю себя сыну Заку. Но вскоре Стив завоёвывает сердце Карли. Однако неожиданная болезнь её отца вынуждает Карли и Зака уехать из Беверли-Хиллз.

### Ноа Хантер
Ноа Хантер в исполнении Винсента Янга
- (8—10-й сезоны)

Ребята встречают Ноа во время своих каникул на Гавайях. Он предстал перед ними в образе бедного матроса с яхты и героя, который спас Дэвида и пожертвовал своей кровью для Келли после того, как она получила ранение. Когда Ноа решает переехать в Беверли-Хиллз, у него начинается роман с Вэлери, но сама Вэлери не может определиться кто именно ей нужен — богатый самовлюблённый эгоист или Ноа, который интересен ей как человек, но он беден. В процессе отношений с Вэлери Ноа рассказывает историю, как несколько лет назад по его вине из-за дорожной аварии, когда он управлял автомобилем в пьяном виде, погибла девушка, которую он любил. Вскоре ребята узнают, что Ноа на самом деле сын миллионера. Его отец Дэниэл Хантер (роль исполняет Рэй Уайз) владелец и управляющий семейной нефтяной компанией «Хантер Ойл энд Чемикал». Ноа покупает клуб «После полуночи» после того, как его выставляют на продажу за долги. Узнав, что Донна ему изменила, Ноа прекращает с ней отношения. Премьера 9-го сезона начинается с чёрной полосы в жизни Ноа. Семейная нефтяная компания объявлена банкротом. Выясняется, что его отец, которого Ноа всегда считал трудоголиком, полностью посвятившим себя управлению семейным бизнесом, многие годы недоплачивал налоги в федеральный и корпоративный бюджеты. Перед отцом Ноа нависает угроза жизни в нищете или длительный тюремный срок, и он кончает жизнь самоубийством. После этого налоговая служба конфискует все семейные активы, в числе которых яхта, банковские счета и страховой полис отца. После этого Ноа и его овдовевшая мать остаются в ситуации крайней нужды, а у самого Ноа возникают проблемы с алкоголем. Это приводит к опасному вождению и другим безрассудным поступкам, которые чуть не стоили ему любви Донны. Найдя в себе силы начать новую жизнь, Ноа сосредотачивается на управлении клубом «После полуночи». Вскоре он встречает в Обществе анонимных алкоголиков мать-одиночку Элен, с которой хочет построить дальнейшие отношения.

### Джанет Сосна-Сандерс
Джанет Сосна-Сандерс в исполнении Линдсей Прайс
- (8—10-й сезоны)

Джанет работает в газете Брэндона и Стива. Джанет — молодая образованная девушка из японской семьи, свято чтущей традиции. Поэтому у неё возникает конфликт с родными после того, как выясняется, что она беременна и собирается выйти замуж за Стива. Джанет переезжает к Стиву в особняк Уолшей, где также живут Ноа и Мэтт. У пары рождается прелестная дочь Мэделин, которую любящие родители зовут «крошкой Мэдди». Стив и Джанет владеют собственной издательской компанией и счастливо живут со своей дочерью.

### Мэтт Дёрнинг
Мэтт Дёрнинг в исполнении Дэниэла Косгроува
- (9—10-й сезоны)

Мэтт — молодой адвокат, приехавший в Беверли-Хиллз в 1998 году. Впервые он встречает Келли, когда она вместе с Донной приходит, чтобы арендовать помещение для их будущего магазина одежды в том же здании, где расположен офис Мэтта. Сначала он проявляет интерес к Донне, но, поскольку у неё были отношения с Ноа, начинает встречаться с Келли. Через некоторое время они объявили о своей помолвке, но Келли узнаёт, что Мэтт изменил ей, и прекращает с ним отношения. Тогда он решает уехать в Нью-Йорк, чтобы заботиться о жене своего погибшего брата и их будущем ребёнке.

### Джина Кинкейд
Джина Кинкейд в исполнении Ванессы Марсел
- (9—10-й сезоны)

Джина — бывшая профессиональная фигуристка, сестра Донны. Она возвращается в Беверли-Хиллз, чтобы разобраться со своими эмоциональными проблемами после поражения на соревнованиях. Джина живёт вместе с Донной, которой тайно завидует, и Келли, с которой у неё сложные отношения. Сначала Джина закрутила роман с вернувшимся в Беверли-Хиллз Диланом, а потом и с Дэвидом. Вскоре она узнаёт, что Донна не просто её кузина, а сводная сестра. Их общий отец — доктор Мартин. Джина уезжает из города несколько месяцев спустя после смерти отца из-за сердечного приступа.

## Второстепенные персонажи
Эмили Валентайн в исполнении Кристин Элис
- (2-й сезон)

Эмили — довольно опасная девушка. Она приезжает в Беверли-Хиллз и завоёвывает внимание сразу двух завидных парней школы — Брэндона и Дилана. На этой почве между ней и Брендой происходят разногласия. В итоге Эмили начинает встречаться с Брэндоном. Однако, когда компания по предложению Эмили отправляется в один подпольный ночной клуб, Брэндон понимает, что лучше будет прервать отношения — она подсыпает наркотик в его бокал. После этого Эмили пытается поджечь дом Уолшей. Правда, всё заканчивается хорошо: она ложится в психиатрическую клинику. Проходит немало времени, но Брэндон постоянно вспоминает об Эмили. Сбежав от проблем в колледже, Брэндон отправляется на её поиски и находит в Сан-Франциско. Они проводят вместе замечательный День благодарения, а затем Эмили уезжает из Штатов, чтобы продолжить учёбу за границей. Ещё несколько лет спустя Брэндон узнаёт, что Эмили приезжает в Беверли-Хиллз, и отправляется в аэропорт, чтобы её встретить. А в это время происходит роковой пожар, изменивший жизнь Келли. Хотя Брэндон прекрасно понимает, что всегда будет любить только Келли, ясно, что Эмили также занимает особое место в его сердце.
Колин Роббинс в исполнении Джейсона Уайлса
- (6-й сезон)

Колин — молодой художник из Нью-Йорка, с которым Келли познакомилась во время летних каникул. Он приезжает вместе с ней в Беверли-Хиллз, где снимает небольшую студию. Позже выясняется, что Колин — наркоман, а Келли попадает в зависимость от наркотиков. Он изменял ей со своим спонсором Клаудией, а позже начал встречаться с Вэлери, которая была влюблена в него с детства, когда они встретились в Европе несколько лет назад. Позже Колин сбегает с деньгами Вэлери, но ФБР его поймало.
Сьюзан Киттс в исполнении Эммы Колфилд
- (6-й сезон)

Сюзан — главный редактор студенческой газеты «Кондор». Её роман с Брэндоном начался как некое противостояние на почве общих профессиональных интересов. Однако вскоре их соперничество перерастает в любовь, и у них начинается роман, в ходе которого Брэндон узнаёт о тяжёлых психологических проблемах, с которыми Сюзан пытается справиться, прячась за свою работу. Гибель сестры, напряжённые отношения между Сюзан и её родителями и тот факт, что она сделала в юности аборт, становятся тяжёлой неожиданностью для Брэндона. Вскоре в Беверли-Хиллз появляется бывший парень Сюзан — Джонатан, и всё только больше осложняется. После почти годового романа она уезжает из Беверли-Хиллз, чтобы заняться профессиональной журналистикой. И это очень огорчает Брэндона, пожертвовавшего своим карьерным будущим ради их любви.
Антония «Тони» Маршетт в исполнении Ребекки Гейхарт
- (6-й сезон)

Дочь Тони Маршетта — человека, который приказал убить Джека Макея. Дилан выслеживает Антонию, желая отомстить, но вскоре понимает, что влюбился. Несмотря на предостережения её отца Дилан на ней женится. Но практически сразу же после свадьбы происходит несчастный случай, в результате которого киллер Тони убивает девушку. Не находя себе места от горя, Дилан уезжает из Беверли-Хиллз путешествовать по миру. Спустя три года он возвращается в Калифорнию и узнаёт, что кто-то выкрал тело Антонии, а сам Тони покончил жизнь самоубийством.